# Simulium dendrofilum
Simulium dendrofilum es una especie de insecto del género Simulium, familia Simuliidae, orden Diptera.
Fue descrita científicamente por Patrusheva, 1962.